# Federico Andrada
Federico Oscar Andrada (Carapachay, Provincia de Buenos Aires, Argentina; 3 de marzo de 1994) es un futbolista argentino-italiano. Juega como delantero y su primer equipo fue River Plate. Actualmente se encuentra en GV San José de la División Profesional de Bolivia.

## Trayectoria

### River Plate
Andrada llegó a River Plate en 2001 a los 7 años proveniente de un club en el que jugaba baby fútbol, llamado Sociedad de Fomento Drysdale. Enseguida demostró eficacia frente a los arqueritos: en infantiles marcó 87 goles. Entre Novena y Octava hizo 32 más, y se ganó la convocatoria para la Selección Sub-15 con la cual ejecutó un penal en la derrota 1-3 ante Uruguay. En 2010 firmó un contrato con una cláusula de rescisión de € 15 000 000, y en 2012 realizó su primera pretemporada junto al plantel profesional por decisión del entrenador Matías Almeyda.
Hizo su debut oficial en la derrota de River Plate 2-0 frente a Argentinos Juniors correspondiente a la decimosexta fecha del Torneo Final 2013. Marcaría su primer gol oficial frente a Rosario Central en la victoria 1-0 de su equipo correspondiente a la segunda fecha del Torneo Inicial 2013.

### FC Metz
Tras coronarse campeón con River Plate en el Torneo Final 2014, se fue en calidad de préstamo por un año al Metz FC por un valor de 200 mil dólares y una opción de compra de 3 millones de dólares. Con el conjunto francés jugó 22 partidos entre Ligue 1 y Championnat National 2, alternando titularidad y suplencias, y convirtiendo apenas un gol.

### Vuelta a River Plate
En junio de 2015 vence el periodo del préstamo, retorna a River Plate pero no es tenido en cuenta por el entrenador Marcelo Gallardo

### Atlético Rafaela
En julio de 2015 arriba al club de Santa Fe a préstamo por un año y con opción de compra.

### Quilmes
Llega a la institución Cervecera a préstamo en busca de continuidad y llevar a lo más alto al club

### Regreso a River Plate
En junio de 2017 vence el periodo del préstamo con el club Quilmes, retorna a River Plate pero no es tenido en cuenta por el entrenador Marcelo Gallardo.

### Vélez Sarsfield
Después de terminar su préstamo con el club cervecero, y sin lugar en el club millonario es cedido al club de liniers con el objetivo de sumar minutos .

### FC Bari
En enero de 2018, se confirma su llegada al club italiano.

### Unión de Santa Fe
En agosto de 2018, se confirma su regreso a Argentina para jugar en el Unión Santa Fe.

### Aldosivi
El 11 de julio de 2019, se incorpora a Aldosivi en el que jugaría durante dos temporadas y media.

### Atlético Tucumán y Deportes La Serena
En enero de 2022, firma por Atlético Tucumán en el que pasó seis meses, antes de firmar en julio de 2022 por el Deportes La Serena chileno en el que jugaría otros seis meses.

### Real Unión Club
El 15 de marzo de 2023, firma por el Real Unión de la Primera Federación de España.

## Selección nacional
Andrada participó del Sudamericano Sub-15 de 2009 y también del Sudamericano Sub-17 de 2011.

### Participaciones en Sudamericanos
| Sudamericano                | Sede    | Resultado     |
| --------------------------- | ------- | ------------- |
| Sudamericano Sub-15 de 2009 | Bolivia | Primera ronda |
| Sudamericano Sub-17 de 2011 | Ecuador | Tercer puesto |

## Estadísticas
- Actualizado al 29 de junio de 2025

### Clubes
| Club                       | Div.                | Temporada           | Liga  | Liga  | Copa nacional | Copa nacional | Copa internacional | Copa internacional | Total | Total |
| Club                       | Div.                | Temporada           | Part. | Goles | Part.         | Goles         | Part.              | Goles              | Part. | Goles |
| -------------------------- | ------------------- | ------------------- | ----- | ----- | ------------- | ------------- | ------------------ | ------------------ | ----- | ----- |
| River Plate Argentina      | 1.ª                 | 2012/13             | 1     | 0     | 0             | 0             | —                  | —                  | 1     | 0     |
| River Plate Argentina      | 1.ª                 | 2013/14             | 14    | 1     | 1             | 0             | 4                  | 0                  | 19    | 1     |
| River Plate Argentina      | Total               | Total               | 15    | 1     | 1             | 0             | 4                  | 0                  | 20    | 1     |
| FC Metz Francia            | 1.ª                 | 2014/15             | 12    | 0     | 2             | 0             | —                  | —                  | 14    | 0     |
| FC Metz Francia            | Total               | Total               | 12    | 0     | 2             | 0             | 0                  | 0                  | 14    | 0     |
| FC Metz II Francia         | 4.ª                 | 2014/15             | 10    | 1     | —             | —             | —                  | —                  | 10    | 1     |
| FC Metz II Francia         | Total               | Total               | 10    | 1     | 0             | 0             | 0                  | 0                  | 10    | 1     |
| Atlético Rafaela Argentina | 1.ª                 | 2015                | 5     | 0     | 0             | 0             | —                  | —                  | 5     | 0     |
| Atlético Rafaela Argentina | Total               | Total               | 5     | 0     | 0             | 0             | 0                  | 0                  | 5     | 0     |
| Quilmes Argentina          | 1.ª                 | 2016                | 13    | 2     | 0             | 0             | —                  | —                  | 13    | 2     |
| Quilmes Argentina          | 1.ª                 | 2016/17             | 29    | 7     | 1             | 0             | —                  | —                  | 30    | 7     |
| Quilmes Argentina          | Total               | Total               | 42    | 9     | 1             | 0             | 0                  | 0                  | 43    | 9     |
| Vélez Sarsfield Argentina  | 1.ª                 | 2017/18             | 10    | 1     | 3             | 1             | —                  | —                  | 13    | 2     |
| Vélez Sarsfield Argentina  | Total               | Total               | 10    | 1     | 3             | 1             | 0                  | 0                  | 13    | 2     |
| Bari · Italia              | 2.ª                 | 2017/18             | 3     | 1     | 0             | 0             | —                  | —                  | 3     | 1     |
| Bari · Italia              | Total               | Total               | 3     | 1     | 0             | 0             | 0                  | 0                  | 3     | 1     |
| Unión Argentina            | 1.ª                 | 2018/19             | 9     | 0     | 2             | 0             | 0                  | 0                  | 11    | 0     |
| Unión Argentina            | Total               | Total               | 9     | 0     | 2             | 0             | 0                  | 0                  | 11    | 0     |
| Aldosivi Argentina         | 1.ª                 | 2019/20             | 21    | 3     | 1             | 1             | —                  | —                  | 22    | 4     |
| Aldosivi Argentina         | 1.ª                 | 2020                | —     | —     | 10            | 2             | —                  | —                  | 10    | 2     |
| Aldosivi Argentina         | 1.ª                 | 2021                | 12    | 0     | 13            | 6             | —                  | —                  | 25    | 6     |
| Aldosivi Argentina         | 2.ª                 | 2024                | 7     | 0     | —             | —             | —                  | —                  | 7     | 0     |
| Aldosivi Argentina         | Total               | Total               | 40    | 3     | 24            | 9             | 0                  | 0                  | 64    | 12    |
| Atlético Tucumán Argentina | 1.ª                 | 2022                | 1     | 0     | 11            | 1             | —                  | —                  | 12    | 1     |
| Atlético Tucumán Argentina | Total               | Total               | 1     | 0     | 11            | 1             | 0                  | 0                  | 12    | 1     |
| Deportes La Serena · Chile | 1.ª                 | 2022                | 15    | 3     | —             | —             | —                  | —                  | 15    | 3     |
| Deportes La Serena · Chile | Total               | Total               | 15    | 3     | 0             | 0             | 0                  | 0                  | 15    | 3     |
| Real Unión · España        | 3.ª                 | 2022/23             | 10    | 1     | —             | —             | —                  | —                  | 10    | 1     |
| Real Unión · España        | Total               | Total               | 10    | 1     | 0             | 0             | 0                  | 0                  | 10    | 1     |
| U. Católica · Ecuador      | 1.ª                 | 2023                | 9     | 1     | —             | —             | —                  | —                  | 9     | 1     |
| U. Católica · Ecuador      | Total               | Total               | 9     | 1     | 0             | 0             | 0                  | 0                  | 9     | 1     |
| Differdange 03 Luxemburgo  | 1.ª                 | 2024/25             | 0     | 0     | 0             | 0             | 4                  | 0                  | 4     | 0     |
| Differdange 03 Luxemburgo  | Total               | Total               | 0     | 0     | 0             | 0             | 4                  | 0                  | 4     | 0     |
| Racing (M) · Uruguay       | 1.ª                 | 2024                | 9     | 0     | 2             | 0             | —                  | —                  | 11    | 0     |
| Racing (M) · Uruguay       | Total               | Total               | 9     | 0     | 2             | 0             | 0                  | 0                  | 11    | 0     |
| Carlos Mannucci · Perú     | 2.ª                 | 2025                | 9     | 1     | —             | —             | —                  | —                  | 9     | 1     |
| Carlos Mannucci · Perú     | Total               | Total               | 9     | 1     | 0             | 0             | 0                  | 0                  | 9     | 1     |
| GV San José · Bolivia      | 1.ª                 | 2025                | 0     | 0     | 0             | 0             | —                  | —                  | 0     | 0     |
| GV San José · Bolivia      | Total               | Total               | 0     | 0     | 0             | 0             | 0                  | 0                  | 0     | 0     |
| Total en su carrera        | Total en su carrera | Total en su carrera | 199   | 22    | 46            | 11            | 8                  | 0                  | 253   | 33    |

### Selección
| Selección                                 | Año                 | Amistosos | Amistosos | Sudamérica(1) | Sudamérica(1) | Mundial | Mundial | Total | Total |
| Selección                                 | Año                 | Part.     | Goles     | Part.         | Goles         | Part.   | Goles   | Part. | Goles |
| ----------------------------------------- | ------------------- | --------- | --------- | ------------- | ------------- | ------- | ------- | ----- | ----- |
| Sub-15 Argentina                          | 2009                | —         | —         | 1             | 1             | —       | —       | 1     | 1     |
| Sub-15 Argentina                          | Total               | 0         | 0         | 1             | 1             | 0       | 0       | 1     | 1     |
| Sub-17 Argentina                          | 2011                | —         | —         | 8             | 4             | —       | —       | 8     | 4     |
| Sub-17 Argentina                          | Total               | 0         | 0         | 8             | 4             | 0       | 0       | 8     | 4     |
| Total en su carrera                       | Total en su carrera | 0         | 0         | 9             | 5             | 0       | 0       | 9     | 5     |
| (1) Incluye Sudamericano Sub-15 y Sub-17. |                     |           |           |               |               |         |         |       |       |

## Palmarés

### Campeonatos nacionales
| Título           | Club        | País      | Año  |
| ---------------- | ----------- | --------- | ---- |
| Torneo Final     | River Plate | Argentina | 2014 |
| Copa Campeonato  | River Plate | Argentina | 2014 |
| Primera Nacional | Aldosivi    | Argentina | 2024 |